# Torneo Preolímpico Mundial Femenino de Rugby 7 2024
El torneo de repechaje de rugby sevens para los Juegos Olímpicos París 2024 se llevó a cabo en Mónaco del 21 al 23 de junio de 2024. El prestigioso evento regresó al Stade Louis II, que también fue sede de los eventos finales de clasificación previos a los Juegos Olímpicos de Río 2016 y Tokio 2020.
La repesca representó la última oportunidad para que los equipos consigan una plaza en los Juegos Olímpicos de París 2024, con 22 de los 24 equipos confirmados. Un equipo masculino y un equipo femenino obtendrán su lugar en el Stade de France de París.

## Equipos
| Competición                            | Fecha                            | Sede                    | Plazas | Equipos clasificados     |
| -------------------------------------- | -------------------------------- | ----------------------- | ------ | ------------------------ |
| Seven Sudamericano Femenino            | 17 - 18 de junio de 2023         | Montevideo · ( Uruguay) | 2      | Argentina Paraguay       |
| Juegos Europeos                        | 21 de junio – 2 de julio de 2023 | Cracovia · ( Polonia)   | 2      | Polonia República Checa  |
| Torneo de clasificación norteamericano | 19 - 20 de agosto de 2023        | Langford · ( Canadá)    | 2      | Jamaica México           |
| Torneo de clasificación africano       | 14 – 15 de octubre de 2023       | Túnez                   | 2      | Kenia Uganda             |
| Torneo de clasificación de Oceanía     | 10 - 12 de noviembre de 2023     | Brisbane ( Australia)   | 2      | Papúa Nueva Guinea Samoa |
| Torneo de clasificación asiático       | 18 - 19 de noviembre de 2023     | Osaka ( Japón)          | 2      | China Hong Kong          |
| TOTAL                                  |                                  |                         | 12     | 12                       |

- Papúa Nueva Guinea se retiró antes del torneo debido a que no obtuvo la documentación de viaje necesaria para cumplir con la fecha límite de llegada previa al torneo.

## Fase de grupos
|  | Avanzan a cuartos de final. |

### Grupo A
| Pos | Países    | Partidos | Partidos | Partidos | Tantos | Tantos | Tantos | Pts |
| Pos | Países    | G        | E        | P        | PF     | PC     | DP     | Pts |
| --- | --------- | -------- | -------- | -------- | ------ | ------ | ------ | --- |
| 1   | Kenia     | 2        | 0        | 0        | 50     | 22     | +28    | 6   |
| 2   | Argentina | 1        | 0        | 1        | 43     | 24     | +19    | 4   |
| 3   | Samoa     | 0        | 0        | 2        | 10     | 57     | -47    | 2   |

### Grupo B
| Pos | Países    | Partidos | Partidos | Partidos | Tantos | Tantos | Tantos | Pts |
| Pos | Países    | G        | E        | P        | PF     | PC     | DP     | Pts |
| --- | --------- | -------- | -------- | -------- | ------ | ------ | ------ | --- |
| 1   | Uganda    | 3        | 0        | 0        | 70     | 14     | +56    | 9   |
| 2   | Hong Kong | 2        | 0        | 1        | 69     | 44     | +25    | 7   |
| 3   | Paraguay  | 1        | 0        | 2        | 51     | 78     | -27    | 5   |
| 4   | Jamaica   | 0        | 0        | 3        | 33     | 87     | -54    | 3   |

### Grupo C
| Pos | Países          | Partidos | Partidos | Partidos | Tantos | Tantos | Tantos | Pts |
| Pos | Países          | G        | E        | P        | PF     | PC     | DP     | Pts |
| --- | --------------- | -------- | -------- | -------- | ------ | ------ | ------ | --- |
| 1   | China           | 3        | 0        | 0        | 122    | 5      | +117   | 9   |
| 2   | Polonia         | 2        | 0        | 1        | 84     | 33     | +51    | 7   |
| 3   | República Checa | 1        | 0        | 2        | 57     | 65     | -8     | 5   |
| 4   | México          | 0        | 0        | 3        | 0      | 160    | -160   | 3   |

### Fase Final

#### Cuartos de final
| 23 de junio | China | 31 - 0 | Paraguay |  |  |

| 23 de junio | Polonia | 36 - 0 | Hong Kong |  |  |

| 23 de junio | Uganda | 0 - 22 | República Checa |  |  |

| 23 de junio | Kenia | 15 - 12 | Argentina |  |  |

#### Semifinal
| 23 de junio | China | 40 - 7 | Polonia |  |  |

| 23 de junio | República Checa | 10 - 12 | Kenia |  |  |

#### Tercer puesto
| 23 de junio | Polonia | 33 - 14 | República Checa |  |  |

#### Final
| 23 de junio | China | 24 - 7 | Kenia |  |  |

#### Clasificadas a los Juegos Olímpicos
| Bandera de la República Popular China |
| Clasificadas China                    |